# لويز إدواردو رودريغوس
لويز إدواردو رودريغوس (بالبرتغالية: Luiz Eduardo Rodrigues‏) (21 مارس 1987 في البرازيل - ) هو لاعب كرة قدم برازيلي في مركز الدفاع. لعب مع أتلتيكو براغانتينو وأتلتيكو مينييرو ونادي ساو باولو ونادي ساو كايتانو ونادي غواراني ونادي تشونغتشينغ ليانغجيانغ وUberlândia Esporte Clube ‏ ونادي موجي ميريم وClube Atlético Metropolitano ‏ ونادي 15 نوفمبر ‏ ونادي سانتا كروز وSport Club Barueri ‏.

## وصلات خارجية
- لويز إدواردو رودريغوس على موقع قاعدة بيانات كرة القدم.إي يو (الإنجليزية)
- لويز إدواردو رودريغوس على موقع Soccerway.com (الإنجليزية)